# Marcin Lamch
Marcin Lamch (ur. 9 lutego 1979 w Częstochowie) – polski kontrabasista jazzowy, basista, kompozytor, aranżer, producent muzyczny.

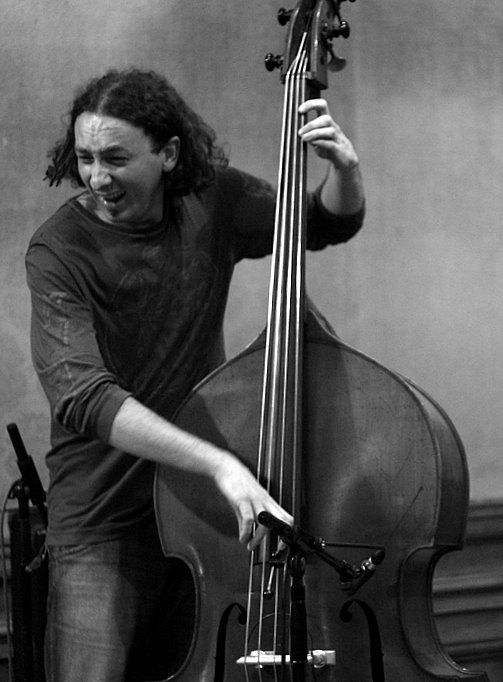
Marcin Lamch - 2008

## Życiorys
Absolwent  Państwowego Liceum Muzycznego w Częstochowie w klasie kontrabasu Michała Konopelskiego. Pierwsze muzyczne doświadczenia zdobywał w zespole KaPeLa Trio oraz pod czujnym okiem Janusza „Yaniny” Iwańskiego. Był gitarzystą basowym w zespole rockowym GrajStasiek (Piosenka taty Staśka ukazała się na kompilacji pt. Piotr Kaczkowski Minimax Pl 3 w listopadzie 2005 roku).
Ukończył studia kulturoznawcze na Uniwersytecie Śląskim. Współpracował lub współpracuje m.in. z Andrzejem Przybielskim, Januszem „Yaniną” Iwańskim, Wojciechem Konikiewiczem, Adamem Rogersem, Chromosomos, duetem Lipnicka & Porter, Voo Voo, Martyną Jakubowicz, Stanisławem Sojką, Marcinem Pospieszalskim, Mateuszem Pospieszalskim, Maciejem Tubisem i Antoniną Krzysztoń.
Do jego muzycznych fascynacji można zaliczyć muzykę ludową, reggae, jazz, jungle, d&b, ambient, new folk, punk, rock&roll, funk, soul. W jednej z ankiet Jazz Forum został uznany za jednego z najlepszych polskich basistów. Wystąpił na wielu festiwalach jazzowych w kraju i za granicą, m.in. w Czechach, na Słowacji, czy w Niemczech.

## Wybrana dyskografia
- 2001: KaPeLa Yanina – 2001
- 2002: KaPeLa Yanina – The searchers for something
- 2005: Chromosomos – Phonophobis
- 2007: Wojciech Konikiewicz – My Room 101
- 2008: Lipnicka & Porter – Goodbye
- 2009: Tubis Trio – Live in Luxembourg
- 2009: Stanisław Soyka – Studio Wąchock
- 2010: Stanisław Soyka – Osiecka znana i nieznana
- 2010: The Goodboys – The Goodboys
- 2011: Jarosław Śmietana Band & Bill Neal – Live at Impart
- 2011: Joanna Kondrat – Samosie
- 2011: Yanina Free Wave – Yanina Free Wave
- 2012: Piotr Machalica – Moje chmury płyną nisko
- 2012: Stanisław Soyka – W hołdzie mistrzowi
- 2013: Coherence Quartet – Coherence